# Pëtr Bоčkаrëv
Pëtr Vladimirovič Bоčkаrëv (in russo Пётр Владимирович Бочкарёв?; 3 novembre 1967) è un ex astista russo, fino al 1991 sovietico.

## Palmarès

### Europei indoor
- 3 medaglie:
  - 2 ori (Genova 1992[1]; Parigi 1994[2])
  - 1 bronzo (Stoccolma 1996[2])